# Colors (Flow)
Colors (scritto COLORS) è un brano musicale del gruppo giapponese Flow, pubblicato l'8 novembre del 2006 come undicesimo singolo dei musicisti. Il singolo è arrivato alla seconda posizione della classifica Oricon dei singoli più venduti in Giappone, rimanendo in classifica per sedici settimane e vendendo 54 830 copie.
Il brano è stato utilizzato come prima sigla di apertura degli episodi 1-12 dell'anime Code Geass: Lelouch of the Rebellion. L'annuale sondaggio Anime Grand Prix, condotto dalla rivista di settore Animage, ha rivelato che Colors è la sigla musicale del 2006 più amata dai fans giapponesi.

## Tracce
CD singolo KSCL-1067
1. COLORS - 3:41
2. Astro Slider (アストロスライダー) - 3:38
3. Love Dub - 4:41
4. COLORS -VOCALLESS MIX- - 3:40
5. COLORS -CODE GEASS OPENING MIX-  - 1:36

Durata totale: 17:14

## Classifiche
| Classifica (2006) | Posizione massima |
| ----------------- | ----------------- |
| Giappone (Oricon) | 2                 |